# 1548 a tudományban
Az 1548. év a tudományban és a technikában.

## Születések
- Giordano Bruno (1600)
- Simon Stevin, tudós (1620)

## Halálozások
- Juan de Castro, portugál utazó